# Vladimir Voskoboinikov
Vladimir Voskoboinikov, född 2 februari 1983 i Tallinn, är en estländsk fotbollsspelare som sedan 2016 spelar i FCI Tallinn. Under karriären har han spelat för flera utländska klubbar som Torpedo Moskva, Syrianska, Nefttji Baku och Dinamo Tbilisi. Han vann skytteligan i Meistriliiga 2013 med 23 mål på 31 matcher för Nõmme Kalju. Voskoboinikov har även gjort 36 landskamper för Estlands landslag.

## Meriter
Levadia Tallinn
- Meistriliiga: 2004, 2006
- Estländska cupen: 2004

Dinamo Tbilisi
- Umaghlesi Liga: 2013
- Georgiska cupen: 2013

Nõmme Kalju
- Estländska cupen: 2015

FCI Tallinn
- Meistriliiga: 2016
- Estländska supercupen: 2017